# Lijst van burgemeesters van Terheijden
Dit is een lijst van burgemeesters van de voormalige Nederlandse gemeente Terheijden.
| Ambtsperiode | Naam burgemeester                                      | Partij of stroming | Bijzonderheden |
| ------------ | ------------------------------------------------------ | ------------------ | -------------- |
| 1811 – 1838  | Cornelis Anselmus Segers                               |                    | maire/schout   |
| 1839 – 1849  | Christiaan van Lommel jr.                              |                    |                |
| 1850 – 1883  | Petrus Rombouts                                        |                    |                |
| 1883 - 1913  | G.J. Loonen                                            |                    |                |
| 1913 - 1921  | M.A.A. van Hooff                                       |                    |                |
| 1921 - 1958  | W.A.J. van der Meulen                                  |                    |                |
| 1958 - 1974  | Jhr. Lodi (L.E.D.S.) von Bönninghausen tot Herinckhave |                    |                |
| 1974 - 1989  | Jan (J.H.A.G.) van Maasakkers                          | KVP / CDA          |                |
| 1989 - 1997  | Hans (J.) van Brummen                                  | PvdA               |                |